# Etiuda op. 10 nr 10 (Chopin)
Etiuda As-dur op. 10 nr 10 – jedna z etiud Fryderyka Chopina. Została skomponowana na fortepian. Zadedykowana Lisztowi (à son ami Franz Liszt), jak całe opus 10.

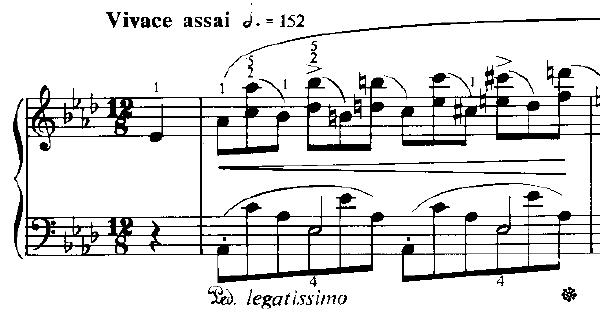
Początek Etiudy